# Округ Пајк (Џорџија)
Округ Пајк (енгл. Pike County) је округ у америчкој савезној држави Џорџија.

## Демографија
По попису из 2010. године број становника је 17.869, што је 4.181 (30,5%) становника више него 2000. године.
| Група             | 2000.          | 2010.          |
| Белци             | 11.350 (82,9%) | 15.506 (86,8%) |
| Афроамериканци    | 2.025 (14,8%)  | 1.837 (10,3%)  |
| Азијати           | 51 (0,4%)      | 56 (0,3%)      |
| Хиспаноамериканци | 167 (1,2%)     | 193 (1,1%)     |
| Укупно            | 13.688         | 17.869         |